# Златен фазан
Златният фазан (Chrysolophus pictus) е птица от семейство фазанови, отглеждана като декоративна, а в естествената си среда е и ловен обект.

## Разпространение
Видът е разпространен в планинските гористи региони на Китай, но изкуствени популации се развъждат в редица други страни.

## Описание
В оперението възрастните мъжки-доминиран златният, оранжевият и червеникаво-кестеновият цвят, зеленият участък на оперението е с метален нюанс. Основният тон на цветът на женските е кафяв. Средната дължина на мъжките е 114 см. Мъжките като малки наподобяват окраската на женските, вече на две-годишна възраст се оформя истинската им окраска.

## Размножаване
Живеят на семейства от 1 – 2 мъжки и 4 – 5 женски. В началото на лятото женската снася около 5 – 12 яйца в вдлъбнатина в земята. Инкубационния период е 22 – 23 дни.